# Piacenza Football Club 1973-1974
Questa voce raccoglie le informazioni riguardanti il Piacenza Football Club nelle competizioni ufficiali della stagione 1973-1974.

## Stagione
Per la stagione 1973-1974 il Piacenza viene inserito per la prima e unica volta nel girone B, comprendente anche squadre dell'Italia centrale. La squadra viene affidata per la seconda stagione consecutiva a Giancarlo Cella, che si avvale di un parco attaccanti rinnovato (tra cui l'ex interista Achilli, l'ala Gottardo e la mezzapunta Corbellini, già a Piacenza alcuni anni prima) e dell'esperienza dell'ex milanista Ambrogio Pelagalli. Dopo un girone d'andata con prestazioni altalenanti, il Piacenza migliora il proprio rendimento nella seconda parte del campionato, avvalendosi anche dell'innesto autunnale del centravanti Gaetano Montenegro, senza potersi avvicinare al vertice della classifica dominato dalla Sambenedettese. I biancorossi concludono il campionato al quarto posto, alla pari con la Massese; questo risultato, ritenuto non sufficiente dalla dirigenza, porterà alla sostituzione di Cella con Giovan Battista Fabbri.

## Organigramma societario
Area direttiva
- Presidente: Luigi Loschi
- Segretario: Renato Raffaldi

Area tecnica
- Direttore sportivo: Antonino Canevari
- Allenatore: Giancarlo Cella

Area sanitaria
- Medico sociale: Augusto Terzi
- Massaggiatore: Vincenzo Franchi

## Rosa[2]
| N. |                   | Ruolo | Calciatore                |
| -- | ----------------- | ----- | ------------------------- |
|    | Italia (bandiera) | P     | Leandro Casagrande        |
|    | Italia (bandiera) | P     | Giorgio De Rossi          |
|    | Italia (bandiera) | P     | Stefano Lazzara           |
|    | Italia (bandiera) | D     | Daniele Bisi              |
|    | Italia (bandiera) | D     | Franco Cornaro            |
|    | Italia (bandiera) | D     | Giovanni Fagan (capitano) |
|    | Italia (bandiera) | D     | Paolo Monico              |
|    | Italia (bandiera) | D     | Ambrogio Pelagalli        |
|    | Italia (bandiera) | D     | Oscar Righetti            |
|    | Italia (bandiera) | C     | Sergio Bosani             |
|    | Italia (bandiera) | C     | Mario Carnevale           |
|    | Italia (bandiera) | C     | Giuseppe Corbellini       |

| N. |                   | Ruolo | Calciatore         |
| -- | ----------------- | ----- | ------------------ |
|    | Italia (bandiera) | C     | Renato Damonti     |
|    | Italia (bandiera) | C     | Salvatore Fermi    |
|    | Italia (bandiera) | C     | Lorenzo Righi      |
|    | Italia (bandiera) | C     | Felice Secondini   |
|    | Italia (bandiera) | A     | Marco Achilli      |
|    | Italia (bandiera) | A     | Graziano Balduini  |
|    | Italia (bandiera) | A     | Germano Barabaschi |
|    | Italia (bandiera) | A     | Michele Barone     |
|    | Italia (bandiera) | A     | Natalino Gottardo  |
|    | Italia (bandiera) | A     | Franco Migliorati  |
|    | Italia (bandiera) | A     | Gaetano Montenegro |
|    | Italia (bandiera) | A     | Mario Sparzagni    |

## Calciomercato[2]

### Sessione estiva
| Acquisti | Acquisti            | Acquisti      | Acquisti                 |
| R.       | Nome                | da            | Modalità                 |
| -------- | ------------------- | ------------- | ------------------------ |
| P        | Giorgio De Rossi    | Brindisi      |                          |
| D        | Paolo Monico        | Inter         | comproprietà             |
| D        | Ambrogio Pelagalli  | Taranto       |                          |
| D        | Oscar Righetti      | Inter         |                          |
| C        | Sergio Bosani       | Verbania      | risoluzione comproprietà |
| C        | Giuseppe Corbellini | Savona        |                          |
| C        | Renato Damonti      | Brescia       |                          |
| C        | Edgardo Pacchioni   | Juventus Domo |                          |
| C        | Raffaele Thiella    | Arona         | fine prestito            |
| A        | Marco Achilli       | Inter         | prestito                 |
| A        | Michele Barone      | Potenza       |                          |
| A        | Natalino Gottardo   | Savona        |                          |

| Cessioni | Cessioni              | Cessioni   | Cessioni                 |
| R.       | Nome                  | a          | Modalità                 |
| -------- | --------------------- | ---------- | ------------------------ |
| D        | Bruno Avere           | Gavinovese |                          |
| D        | Fausto Bersani        |            | interruzione attività    |
| C        | Enrico Burlando       | Udinese    |                          |
| C        | Flavio Del Barba      | Torino     | fine prestito            |
| C        | Mario Guidetti        | Verbania   | risoluzione comproprietà |
| C        | Edgardo Pacchioni     | Crema      |                          |
| C        | Raffaele Thiella      |            | svincolato               |
| A        | Claudio Ingrassia     | Roma       | risoluzione comproprietà |
| A        | Ernesto Meraviglia    | Bari       |                          |
| A        | Giovan Battista Motta | Torino     | risoluzione comproprietà |
| A        | Ferdinando Rossi      | Torino     | fine prestito            |
| A        | Gaetano Vastola       |            | svincolato               |

### Sessione autunnale
| Acquisti | Acquisti           | Acquisti      | Acquisti |
| R.       | Nome               | da            | Modalità |
| -------- | ------------------ | ------------- | -------- |
| C        | Mario Carnevale    | Gimnasia (LP) |          |
| A        | Gaetano Montenegro | Lecce         |          |

| Cessioni | Cessioni            | Cessioni   | Cessioni |
| R.       | Nome                | a          | Modalità |
| -------- | ------------------- | ---------- | -------- |
| D        | Alessandro Ballotta | Suzzara    |          |
| C        | Sergio Bosani       | Pro Patria |          |

## Risultati

### Serie C

#### Girone di andata
| Arbitro: | Baciucchi (Roma) |

|            |           |             |
| Barone 15’ | Marcatori | 13’ Ragazzi |

| Cremona 23 settembre 1973 2ª giornata | Cremonese         | 0 – 0 | Piacenza | Stadio Giovanni Zini\| Arbitro: \| Andreoli (Padova) \| |
| Arbitro:                              | Andreoli (Padova) |       |          |                                                         |

| Piacenza 30 settembre 1973 3ª giornata | Piacenza            | 0 – 0 | Modena | Stadio Galleana\| Arbitro: \| S. Marino (Taranto) \| |
| Arbitro:                               | S. Marino (Taranto) |       |        |                                                      |

| Livorno 7 ottobre 1973 4ª giornata | Livorno            | 0 – 0 | Piacenza | Stadio Ardenza\| Arbitro: \| Selicorni (Novara) \| |
| Arbitro:                           | Selicorni (Novara) |       |          |                                                    |

| Arbitro: | Fiumara (Roma) |

|                       |           |  |
| Simonato 36’ Valà 84’ | Marcatori |  |

| Arbitro: | Zanchetta (Treviso) |

|                                 |           |           |
| Gottardo 43’ Achilli 89’ (rig.) | Marcatori | 80’ Ciani |

| Grosseto 28 ottobre 1973 7ª giornata | Grosseto       | 0 – 0 | Piacenza | Stadio Comunale\| Arbitro: \| Baldari (Roma) \| |
| Arbitro:                             | Baldari (Roma) |       |          |                                                 |

| Arbitro: | Zacchetti (Milano) |

|                         |           |  |
| Achilli 4’ Gottardo 52’ | Marcatori |  |

| Prato 11 novembre 1973 9ª giornata | Prato              | 0 – 0 | Piacenza | Stadio Lungobisenzio\| Arbitro: \| Gazzari (Macerata) \| |
| Arbitro:                           | Gazzari (Macerata) |       |          |                                                          |

| Arbitro: | Pieri (Genova) |

|                |           |                  |
| Montenegro 18’ | Marcatori | 49’ Alessandrini |

| Arbitro: | B. Marino (Genova) |

|                    |           |                |
| Santonico 49’, 82’ | Marcatori | 10’ Montenegro |

| Arbitro: | Laurenti (Padova) |

|                |           |  |
| Corbellini 40’ | Marcatori |  |

| Arbitro: | Rizza (Siracusa) |

|               |           |  |
| Vinazzani 49’ | Marcatori |  |

| Arbitro: | Agate (Torino) |

|  |           |            |
|  | Marcatori | 10’ Barone |

| Arbitro: | Romanetti (Messina) |

|                |           |             |
| Corbellini 37’ | Marcatori | 12’ Fichera |

| Arbitro: | D'Astore (Lecce) |

|              |           |            |
| Agostini 62’ | Marcatori | 65’ Barone |

| Arbitro: | Terpin (Trieste) |

|            |           |  |
| Barone 34’ | Marcatori |  |

| Arbitro: | Morato (Padova) |

|  |           |               |
|  | Marcatori | 52’ Raffaelli |

| Arbitro: | Tonolini (Milano) |

|                    |           |  |
| Radio 70’ Rosa 75’ | Marcatori |  |

#### Girone di ritorno
| Arbitro: | Bronzino (Monza) |

|  |           |           |
|  | Marcatori | 32’ Righi |

| Arbitro: | Esposito (Torre Annunziata) |

|                               |           |               |
| Montenegro 25’ Corbellini 55’ | Marcatori | 23’ Mazzoleri |

| Arbitro: | Iseppi (San Donà di Piave) |

|             |           |                |
| Incerti 67’ | Marcatori | 51’ Corbellini |

| Arbitro: | Prestigiovanni (Trapani) |

|                           |           |  |
| Barone 40’, 90’ Righi 86’ | Marcatori |  |

| Arbitro: | Artico (Padova) |

|  |           |              |
|  | Marcatori | 45’ Chimenti |

| Arbitro: | Rizza (Siracusa) |

|         |           |  |
| Moro 5’ | Marcatori |  |

| Arbitro: | Vaccaro (Torino) |

|           |           |  |
| Fagan 82’ | Marcatori |  |

| Pisa 31 marzo 1974 27ª giornata | Pisa              | 0 – 0 | Piacenza | Stadio Arena Garibaldi\| Arbitro: \| Tonolini (Milano) \| |
| Arbitro:                        | Tonolini (Milano) |       |          |                                                           |

| Arbitro: | Casaburi (Napoli) |

|                                  |           |                             |
| Corbellini 17’, 23’ Gottardo 75’ | Marcatori | 1’, 66’ Fattori 21’ Lizzari |

| Arbitro: | Prestigiacomo (Trapani) |

|                              |           |  |
| Canzanese 32’ Ciccotelli 69’ | Marcatori |  |

| Arbitro: | Selicorni (Novara) |

|                                           |           |  |
| Righetti 22’ Barone 55’ Gottardo 80’, 90’ | Marcatori |  |

| Arbitro: | Agate (Torino) |

|                     |           |             |
| Motti 5’ Caputi 51’ | Marcatori | 22’ Damonti |

| Piacenza 5 maggio 1974 32ª giornata | Piacenza         | 0 – 0 | Olbia | Stadio Galleana\| Arbitro: \| Bronzino (Monza) \| |
| Arbitro:                            | Bronzino (Monza) |       |       |                                                   |

| Arbitro: | Bitocchi (Tivoli) |

|              |           |  |
| Gottardo 87’ | Marcatori |  |

| Arbitro: | Gazzani (Macerata) |

|               |           |                              |
| Cassarino 11’ | Marcatori | 5’ Corbellini 90’ Montenegro |

| Arbitro: | Iseppi (San Donà di Piave) |

|                |           |             |
| Montenegro 19’ | Marcatori | 39’ G. Gori |

| Arbitro: | Fiumara (Roma) |

|                                    |           |                            |
| R. Rossi 27’ (rig.) De Carolis 74’ | Marcatori | 65’ Corbellini 69’ Cornaro |

| Arbitro: | Milan (Treviso) |

|  |           |              |
|  | Marcatori | 36’ Gottardo |

| Arbitro: | Falasca (Chieti) |

|                                         |           |           |
| Corbellini 35’ Righi 81’ Montenegro 87’ | Marcatori | 76’ Londi |

## Statistiche

### Statistiche di squadra[6]
| Competizione                    | Punti | Totale | Totale | Totale | Totale | Totale | Totale | DR |
| Competizione                    | Punti | G      | V      | N      | P      | Gf     | Gs     | DR |
| ------------------------------- | ----- | ------ | ------ | ------ | ------ | ------ | ------ | -- |
| Serie C                         | 43    | 38     | 14     | 15     | 9      | 38     | 29     | +9 |
| Coppa Italia Semiprofessionisti | 4     | 4      | 1      | 2      | 1      | 1      | 1      | 0  |
| Totale                          | -     | 42     | 15     | 17     | 10     | 39     | 30     | +9 |

### Statistiche dei giocatori[2]
| Giocatore     | Serie C  | Serie C | Coppa Italia Semiprof. | Coppa Italia Semiprof. | Totale   | Totale |
| Giocatore     | Presenze | Reti    | Presenze               | Reti                   | Presenze | Reti   |
| ------------- | -------- | ------- | ---------------------- | ---------------------- | -------- | ------ |
| M. Achilli    | 27       | 2       | 4                      | 1                      | 31       | 3      |
| G. Balduini   | 1        | 0       | 0                      | 0                      | 1        | 0      |
| G. Barabaschi | 1        | 0       | 0                      | 0                      | 1        | 0      |
| M. Barone     | 37       | 7       | 3                      | 0                      | 40       | 7      |
| D. Bisi       | 1        | 0       | 0                      | 0                      | 1        | 0      |
| S. Bosani     | 0        | 0       | 3                      | 0                      | 3        | 0      |
| M. Carnevale  | 14       | 0       | -                      | -                      | 14       | 0      |
| L. Casagrande | 4        | -3      | 0                      | -0                     | 4        | -3     |
| G. Corbellini | 33       | 9       | 4                      | 0                      | 37       | 9      |
| F. Cornaro    | 34       | 1       | 4                      | 0                      | 38       | 1      |
| R. Damonti    | 34       | 1       | 4                      | 0                      | 38       | 1      |
| G. De Rossi   | 3        | -3      | 0                      | 0                      | 3        | -3     |
| G. Fagan      | 32       | 1       | 2                      | 0                      | 34       | 1      |
| S. Fermi      | 1        | 0       | 0                      | 0                      | 1        | 0      |
| N. Gottardo   | 32       | 7       | 1                      | 0                      | 33       | 7      |
| S. Lazzara    | 31       | -23     | 4                      | -1                     | 35       | -24    |
| F. Migliorati | 4        | 0       | 3                      | 0                      | 7        | 0      |
| P. Monico     | 33       | 0       | 4                      | 0                      | 37       | 0      |
| G. Montenegro | 26       | 6       | -                      | -                      | 26       | 6      |
| A. Pelagalli  | 16       | 0       | 3                      | 0                      | 19       | 0      |
| O. Righetti   | 35       | 1       | 3                      | 0                      | 38       | 1      |
| L. Righi      | 21       | 3       | 3                      | 0                      | 24       | 3      |
| F. Secondini  | 28       | 0       | 3                      | 0                      | 31       | 0      |
| M. Sparzagni  | 2        | 0       | 0                      | 0                      | 2        | 0      |